# 1. Mikasadeild karla (2011/2012)
1. Mikasadeild karla 2011/2012 – 40. sezon rozgrywek o mistrzostwo Islandii organizowany przez Islandzki Związek Piłki Siatkowej (isl. Blaksamband Íslands, BLI). Zainaugurowany został 2 października 2011 roku i trwał do 22 kwietnia 2012 roku.
Mistrzem Islandii został klub HK, który w finale fazy play-off pokonał KA.
W sezonie 2011/2012 żaden islandzki klub nie występował w europejskich pucharach.

## System rozgrywek
- Faza zasadnicza: Cztery drużyny rozegrały ze sobą systemem kołowym po cztery spotkania. Wszystkie zespoły awansowały do fazy play-off.
- Faza play-off: Faza play-off składała się z półfinałów i finałów granych do dwóch zwycięstw.

## Drużyny uczestniczące
| | 1. Mikasadeild karla 2011/2012 |   |
| --- | ------------------------------ | - |
| KA | KA                             | 1 |
| HK | HK                             | 2 |
| STJ | Stjarnan                       | 3 |
| ÞRR | Þróttur Reykjavík              | 4 |
| Oznaczenia: - kolumna pierwsza – skróty nazw drużyn wpisane na mapie (jeśli ta została zamieszczona), - kolumna trzecia – miejsce zajęte przez daną drużynę w poprzednim sezonie. |                                |   |

## Hale sportowe
| Hala sportowa | Miejscowość | Klub              |
| ------------- | ----------- | ----------------- |
| Fagrilundur   | Kópavogur   | HK                |
| KA Heimilið   | Akureyri    | KA                |
| Ásgarður      | Garðabær    | Stjarnan          |
| Íþróttahús HÍ | Reykjavík   | Þróttur Reykjavík |

## Faza zasadnicza

### Tabele wyników
| Gospodarz \ Gość1 | KA  | HK  | STJ | ÞRR |
| KA                |     | 0:3 | 1:3 | 0:3 |
| HK                | 3:1 |     | 2:3 | 3:2 |
| Stjarnan          | 3:0 | 3:2 |     | 3:2 |
| Þróttur Reykjavík | 3:0 | 0:3 | 3:1 |     |

| Gospodarz \ Gość1 | KA  | HK  | STJ | ÞRR |
| KA                |     | 3:1 | 1:3 | 3:0 |
| HK                | 3:0 |     | 1:3 | 3:0 |
| Stjarnan          | 3:0 | 3:0 |     | 3:0 |
| Þróttur Reykjavík | 3:0 | 1:3 | 1:3 |     |

### Terminarz i wyniki spotkań
| Data       | Godz. | Gospodarz         | Rezultat                                | Gość              |
| ---------- | ----- | ----------------- | --------------------------------------- | ----------------- |
| 1. RUNDA   |       |                   |                                         |                   |
| 02.10.2011 | 14:00 | KA                | 0:3 (23:25, 26:28, 7:25)                | Þróttur Reykjavík |
| 06.10.2011 | 19:45 | HK                | 2:3 (25:22, 21:25, 25:23, 22:25, 13:15) | Stjarnan          |
| 15.10.2011 | 15:00 | Stjarnan          | 3:0 (25:21, 25:14, 25:22)               | KA                |
| 25.10.2011 | 19:30 | Stjarnan          | 3:2 (25:22, 23:25, 25:19, 23:25, 15:8)  | Þróttur Reykjavík |
| 30.10.2011 | 16:00 | KA                | 0:3 (16:25, 14:25, 8:25)                | HK                |
| 08.11.2011 | 19:00 | Þróttur Reykjavík | 0:3 (18:25, 21:25, 23:25)               | HK                |
| 2. RUNDA   |       |                   |                                         |                   |
| 15.11.2011 | 19:30 | Stjarnan          | 3:2 (22:25, 25:21, 23:25, 25:17, 15:10) | HK                |
| 19.11.2011 | 16:00 | KA                | 1:3 (21:25, 23:25, 25:22, 8:25)         | Stjarnan          |
| 24.11.2011 | 19:45 | HK                | 3:2 (19:25, 25:23, 27:29, 25:19, 15:10) | Þróttur Reykjavík |
| 10.12.2011 | 15:30 | HK                | 3:1 (22:25, 25:17, 25:20, 25:13)        | KA                |
| 11.12.2011 | 13:00 | Þróttur Reykjavík | 3:0 (25:16, 25:18, 25:9)                | KA                |
| 13.12.2011 | 19:00 | Þróttur Reykjavík | 3:1 (25:19, 25:19, 17:25, 25:17)        | Stjarnan          |
| 3. RUNDA   |       |                   |                                         |                   |
| 26.01.2012 | 19:45 | HK                | 1:3 (18:25, 25:18, 24:26, 17:25)        | Stjarnan          |
| 28.01.2012 | 14:00 | KA                | 3:0 (25:22, 25:21, 25:16)               | Þróttur Reykjavík |
| 07.02.2012 | 19:00 | Þróttur Reykjavík | 1:3 (25:22, 13:25, 20:25, 16:25)        | HK                |
| 21.02.2012 | 19:30 | Stjarnan          | 3:0 (25:10, 25:19, 25:12)               | Þróttur Reykjavík |
| 25.02.2012 | 13:00 | Þróttur Reykjavík | 3:0 (25:21, 25:16, 25:21)               | KA                |
| 26.02.2012 | 13:30 | Stjarnan          | 3:0 (25:12, 25:14, 25:11)               | KA                |
| 4. RUNDA   |       |                   |                                         |                   |
| 03.03.2012 | 14:00 | KA                | 3:1 (25:20, 24:26, 25:16, 25:22)        | HK                |
| 06.03.2012 | 19:30 | Stjarnan          | 3:0 (25:12, 27:25, 25:23)               | HK                |
| 22.03.2012 | 19:45 | HK                | 3:0 (25:14, 25:23, 26:24)               | Þróttur Reykjavík |
| 24.03.2012 | 16:00 | KA                | 1:3 (18:25, 25:18, 15:25, 19:25)        | Stjarnan          |
| 27.03.2012 | 19:00 | Þróttur Reykjavík | 1:3 (25:14, 23:25, 16:25, 22:25)        | Stjarnan          |
| 31.03.2012 | 14:00 | HK                | 3:0 (25:19, 25:10, 25:21)               | KA                |

### Tabela fazy zasadniczej
| Lp. | Drużyna           | Pkt | Mecze | Mecze | Mecze | Rodzaj wyniku | Rodzaj wyniku | Rodzaj wyniku | Rodzaj wyniku | Rodzaj wyniku | Rodzaj wyniku | Sety | Sety | Sety  | Małe punkty | Małe punkty | Małe punkty |
| Lp. | Drużyna           | Pkt | M     | W     | P     | 3:0           | 3:1           | 3:2           | 2:3           | 1:3           | 0:3           | wyg. | prz. | stos. | zdob.       | str.        | stos.       |
| --- | ----------------- | --- | ----- | ----- | ----- | ------------- | ------------- | ------------- | ------------- | ------------- | ------------- | ---- | ---- | ----- | ----------- | ----------- | ----------- |
| 1   | Stjarnan          | 30  | 12    | 11    | 1     | 4             | 4             | 3             | 0             | 1             | 0             | 34   | 13   | 2.62  | 1086        | 914         | 1.19        |
| 2   | HK                | 22  | 12    | 7     | 5     | 4             | 2             | 1             | 2             | 2             | 1             | 27   | 19   | 1.42  | 1038        | 956         | 1.09        |
| 3   | Þróttur Reykjavík | 14  | 12    | 4     | 8     | 3             | 1             | 0             | 2             | 2             | 4             | 18   | 25   | 0.72  | 908         | 946         | 0.96        |
| 4   | KA                | 6   | 12    | 2     | 10    | 1             | 1             | 0             | 0             | 3             | 7             | 9    | 31   | 0.29  | 742         | 958         | 0.77        |

Źródło: blak.is
Punktacja: 3:0 i 3:1 – 3 pkt; 3:2 – 2 pkt; 2:3 – 1 pkt; 1:3 i 0:3 – 0 pkt
Zasady ustalania kolejności: 1. liczba punktów; 2. stosunek setów; 3. stosunek małych punktów; 4. bilans w bezpośrednich meczach

## Faza play-off

### Półfinały
(do dwóch zwycięstw)
| Data       | Godz.    | Gospodarz         | Rezultat                               | Gość              |
| ---------- | -------- | ----------------- | -------------------------------------- | ----------------- |
| Stjarnan   | Stjarnan | Stjarnan          | 1 – 2                                  | KA                |
| 10.04.2012 | 18:30    | Stjarnan          | 0:3 (22:25, 23:25, 24:26)              | KA                |
| 12.04.2012 | 17:00    | KA                | 0:3 (22:25, 22:25, 18:25)              | Stjarnan          |
| 16.04.2012 | 19:30    | Stjarnan          | 2:3 (25:11, 26:24, 16:25, 21:25, 4:15) | KA                |
| HK         | HK       | HK                | 2 – 0                                  | Þróttur Reykjavík |
| 10.04.2012 | 19:30    | HK                | 3:1 (25:20, 23:25, 26:24, 25:13)       | Þróttur Reykjavík |
| 12.04.2012 | 19:30    | Þróttur Reykjavík | 0:3 (14:25, 21:25, 17:25)              | HK                |

### Finały
(do dwóch zwycięstw)
| Data       | Godz. | Gospodarz | Rezultat                         | Gość |
| ---------- | ----- | --------- | -------------------------------- | ---- |
| HK         | HK    | HK        | 2 – 0                            | KA   |
| 19.04.2012 | 16:00 | HK        | 3:0 (25:20, 25:23, 25:19)        | KA   |
| 22.04.2012 | 18:00 | KA        | 1:3 (26:24, 12:25, 12:25, 22:25) | HK   |

## Klasyfikacja końcowa
| Lp. | Drużyna           |
| --- | ----------------- |
| 1   | HK                |
| 2   | KA                |
| 3   | Stjarnan          |
| 4   | Þróttur Reykjavík |

| Mistrzostwo |
| ----------- |
| HK          |
| Puchar      |
| KA          |

## Statystyki, varia

### Sety, małe punkty
| Runda | Sety | Średnio na mecz | Małe punkty | Średnio na set |
| ----- | ---- | --------------- | ----------- | -------------- |
| 1     | 22   | 3,67            | 942         | 42,82          |
| 2     | 25   | 4,17            | 1061        | 42,44          |
| 3     | 20   | 3,33            | 844         | 42,20          |
| 4     | 21   | 3,50            | 927         | 44,14          |
| Razem | 88   | 3,67            | 3774        | 42,89          |

| Runda     | Mecze | Sety | Średnio na mecz | Małe punkty | Średnio na set |
| --------- | ----- | ---- | --------------- | ----------- | -------------- |
| Półfinały | 5     | 18   | 3,60            | 782         | 43,44          |
| Finały    | 2     | 7    | 3,50            | 308         | 44,00          |
| Razem     | 7     | 25   | 3,57            | 1090        | 43,60          |